# Wilhelm Beer
Wilhelm Beer (Berlino, 4 gennaio 1797 – Berlino, 27 marzo 1850) è stato un banchiere e astronomo tedesco.
Da facoltoso banchiere appassionato di astronomia costruì a Berlino un osservatorio astronomico dotandolo di un telescopio rifrattore da 95 millimetri prodotto da  Joseph von Fraunhofer. Insieme a Johann Heinrich von Mädler realizzò tra gli anni 1834 e 1836 una completa mappa della Luna denominata  Mappa Selenographica pubblicata in quattro volumi ed una descrizione della stessa Luna - Der Mond nach seinen kosmischen und individuellen Verhältnissen - pubblicata nel 1837  che rimasero valide per alcuni decenni finché Johann Friedrich Julius Schmidt  non realizzò negli anni ’70 del XIX secolo una mappa migliore. Nel 1830 sempre insieme a Mädler realizzò una rappresentazione su globo del pianeta Marte e nel 1840 una mappa dello stesso pianeta di cui calcolò anche il periodo di rotazione con ottima precisione. Oltre al suo impegno in campo astronomico contribuì allo sviluppo del sistema ferroviario in Prussia e, essendo ebreo,  sostenne la comunità ebraica di Berlino. Nell’ultima parte della sua vita si dedicò alla politica venendo eletto nel 1849 al Parlamento prussiano.
A Wilhelm Beer la UAI ha intitolato il cratere lunare Beer e il cratere di Marte Beer.